# Principina Terra
Principina Terra is een plaats (frazione) in de Italiaanse gemeente Grosseto.